# Iasmin Latovlevici
Iasmin Latovlevici (ur. 11 maja 1986 w Moldova Nouă) – rumuński piłkarz grający na pozycji obrońcy.